# Comuna Bila, Lîpoveț
Bila (în ucraineană Біла) este o comună în raionul Lîpoveț, regiunea Vinnița, Ucraina, formată din satele Bila (reședința), Nove și Șenderivka.

## Demografie
Componența lingvistică a satului Bila
     Ucraineană (98,95%)
     Alte limbi (1,04%)
Conform recensământului din 2001, majoritatea populației satului Bila era vorbitoare de ucraineană (98,95%), existând în minoritate și vorbitori de alte limbi.